# Canton de Méru
Le canton de Méru est une circonscription électorale française située dans le département de l'Oise et la région Hauts-de-France.

## Géographie
Ce canton est organisé autour de Méru dans les arrondissements de Beauvais et de Senlis. 

## Histoire
- De 1833 à 1848, les cantons de Méru et de Noailles avaient le même conseiller général. Le nombre de conseillers généraux était limité à 30 par département[5].

- Par décret du 20 février 2014, le nombre de cantons du département est divisé par deux, avec mise en application aux élections départementales de mars 2015. Le canton de Méru est conservé et est réduit. Il passe de 20 à 16 communes[4].

## Représentation

### Conseillers généraux de 1833 à 2015
| Période | Période      | Identité                                                                                            | Étiquette          | Qualité |
| ------- | ------------ | --------------------------------------------------------------------------------------------------- | ------------------ | --- |
| 1833    | 1852 (décès) | Marquis Auguste de Mornay                                                                           | Droite Monarchiste | Ancien officier de cavalerie Propriétaire à Montchevreuil Représentant du peuple du Tarn (1830-1831) Représentant du peuple de l'Oise (1831-1851)                    |
| 1852    | 1861         | François Lequesne                                                                                   |                    | Propriétaire, maire de Beauvais (1855-1861) |
| 1861    | 1871         | Marquis Auguste Napoléon Philippe de Mornay de Montchevreuil (1831-1893) (fils d'Auguste de Mornay) | Droite Monarchiste | Ancien lieutenant de hussards Propriétaire à Montchevreuil |
| 1871    | 1895 (décès) | Charles Boudeville                                                                                  | Républicain        | Pharmacien - Maire de Méru (1884-1904) Député (1877-1885 et 1889-1895                                                                                                |
| 1895    | 1896 (décès) | Simon Alexis Gey                                                                                    |                    | Médecin militaire |
| 1896    | 1904         | Philippe Lefèvre                                                                                    | Rad.               | Maire de Méru |
| 1904    | 1919         | Louis Deshayes                                                                                      | Rad.               | Maire de Méru (1904-1919) |
| 1919    | 1928         | Jules Brébant                                                                                       |                    | Négociant, industriel, propriétaire Maire de Méru |
| 1928    | 1934         | Fulgence Legrand                                                                                    | Rad.               | Maire de Méru (1925-1929 et 1935) |
| 1934    | 1940         | Albert Graillon                                                                                     | Rad.               | Médecin, conseiller municipal de Méru Nommé conseiller départemental en 1943                                                                                         |
|         |              | |                    | |
| 1945    | 1958         | Jean Gimon                                                                                          | SFIO               | Médecin Maire de Bornel (1944-1945) |
| 1958    | 1964         | Simone Roussillat-Bouchardy                                                                         | PCF                | Institutrice à Méru |
| 1964    | 1970         | Maurice César                                                                                       | SFIO               | Chirurgien-dentiste Maire de Méru (1959-1977) |
| 1970    | 1976 (décès) | André Tempez (1925-1976)                                                                            | Soc.ind.           | |
| 1977    | 1982         | Guy Vadepied                                                                                        | PS                 | Publicitaire Député (1981-1988) Maire de Méru (1977-1995) |
| 1982    | 2015         | Alain Letellier                                                                                     | RPR puis UMP       | docteur en médecine Maire de Saint-Crépin-Ibouvillers depuis 1989 Président de la Communauté de Communes des Sablons Elu en 2015 dans le Canton de Chaumont-en-Vexin |

### Conseillers d'arrondissement (de 1833 à 1940)
| Période                                  | Période | Identité                                      | Étiquette          | Qualité |
| ---------------------------------------- | ------- | --------------------------------------------- | ------------------ | --- |
| 1833                                     | 1848    | Hyacinthe Daudin                              |                    | Maire de Pouilly                                                                                            |
|                                          |         |                                               |                    | |
| 1852                                     | 1864    | M. Meusnier                                   |                    | Propriétaire à Méru                                                                                         |
| 1864                                     | 1871    | Pierre Devaux                                 |                    | Ancien notaire à Méru                                                                                       |
| 1871                                     | 1877    | François Hubert Laurent Perruchon (1830-1895) |                    | Notaire à Méru, propriétaire à Andeville                                                                    |
| 1877                                     | 1901    | Narcisse Flisseau                             |                    | Négociant et industriel à Méru                                                                              |
| 1901                                     |         | Louis Bloquet                                 |                    | Ouvrier boutonnier, adjoint au maire de Méru                                                                |
|                                          |         |                                               |                    | |
| 1919                                     | 1931    | Achille Degrémont (1868-1947)                 | SFIO               | Comptable et tabletier à Méru                                                                               |
| 1931                                     | 1937    | Albert Degrémont (1905-1977)                  | SFIO puis Soc.ind. | Avocat, maire de Méru (1931-1937) (plus jeune maire de France en 1931)                                      |
| 1937                                     | 1940    | Lucien Roger                                  | PC-SFIC            | Cheminot, conseiller municipal de Méru Révoqué en 1940 (décrets Daladier)                                   |
| 1940                                     |         |                                               |                    | Les conseils d'arrondissement ont été suspendus par la loi du 12 octobre 1940 et n'ont jamais été réactivés |
| Les données manquantes sont à compléter. |         |                                               |                    | |

### Conseillers départementaux à partir de 2015
| Période élective | Période élective | Mandat | Mandat   | Identité           | Nuance | Nuance | Qualité |
| ---------------- | ---------------- | ------ | -------- | ------------------ | ------ | ------ | --- |
| 2015             | 2021             | 2015   | 2021     | Ilham Alet         |        | LREM   | Assistante parlementaire de Michel Françaix, Chambly                                                            |
| 2015             | 2021             | 2015   | 2021     | Gérard Auger       |        | PS     | Médecin, ancien maire de Neuilly-en-Thelle Ancien conseiller général du canton de Neuilly-en-Thelle (2008-2015) |
| 2021             | 2028             | 2021   | en cours | Bruno Caleiro      |        | LR     | Maire de Puiseux-le-Hauberger, Délégué, chargé de la vie de l’entreprise, commerce et artisanat                 |
| 2021             | 2028             | 2021   | en cours | Frédérique Leblanc |        | LR     | Conseillère régionale sortante, adjointe au maire de Méru, Déléguée, chargée des collèges                       |

### Résultats détaillés

#### Élections de mars 2015
À l'issue du 1er tour des élections départementales de 2015, deux binômes sont en ballottage : Marie-Christine Baudin et Nicolas Maguet (FN, 37,72 %) et Ilham Alet et Gérard Auger (Union de la Gauche, 27,02 %). Le taux de participation est de 45,66 % (13 334 votants sur 29 203 inscrits) contre 51,32 % au niveau départemental et 50,17 % au niveau national.
Au second tour, Ilham Alet et Gérard Auger (Union de la Gauche) sont élus avec 50,99 % des suffrages exprimés et un taux de participation de 46,93 % (6 332 voix pour 13 747 votants et 29 295 inscrits).
Ilham Alet a quitté le PS. Elle est à LREM.

#### Élections de juin 2021
Le premier tour des élections départementales de 2021 est marqué par un très faible taux de participation (33,26 % au niveau national). Dans le canton de Méru, ce taux de participation est de 25,79 % (7 792 votants sur 30 216 inscrits) contre 32,46 % au niveau départemental. À l'issue de ce premier tour, deux binômes sont en ballottage : Bruno Caleiro et Frédérique Leblanc (DVD, 36,29 %) et Marie-Christine Baudin-Chenu et Alexandre Sabatou (RN, 32,2 %).
Le second tour des élections est marqué une nouvelle fois par une abstention massive équivalente au premier tour. Les taux de participation sont de 34,36 % au niveau national, 32,8 % dans le département et 26,4 % dans le canton de Méru. Bruno Caleiro et Frédérique Leblanc (DVD) sont élus avec 64,66 % des suffrages exprimés (4 818 voix pour 7 980 votants et 30 222 inscrits),,. 

## Composition

### Composition avant 2015

Canton de Méru avant 2015

Le canton de Méru regroupait 20 communes.
| Nom                      | Code Insee | Codepostal | Superficie (km2) | Population (dernière pop. légale) | Densité (hab./km2) |
| ------------------------ | ---------- | ---------- | ---------------- | --------------------------------- | ------------------ |
| Méru (chef-lieu)         | 60395      | 60110      | 22,83            | 13 948 (2012)                     | 611                |
| Amblainville             | 60010      | 60110      | 20,98            | 1 733 (2012)                      | 83                 |
| Andeville                | 60012      | 60570      | 4,17             | 3 078 (2012)                      | 738                |
| Anserville               | 60018      | 60540      | 6,81             | 430 (2012)                        | 63                 |
| Bornel                   | 60088      | 60540      | 12,48            | 3 562 (2012)                      | 285                |
| Chavençon                | 60144      | 60240      | 5,76             | 162 (2012)                        | 28                 |
| Corbeil-Cerf             | 60162      | 60110      | 3,95             | 337 (2012)                        | 85                 |
| Esches                   | 60218      | 60110      | 7,69             | 1 331 (2012)                      | 173                |
| Fosseuse                 | 60246      | 60540      | 4,44             | 742 (2012)                        | 167                |
| Fresneaux-Montchevreuil  | 60256      | 60240      | 11,18            | 764 (2012)                        | 68                 |
| Hénonville               | 60309      | 60119      | 6,84             | 788 (2012)                        | 115                |
| Ivry-le-Temple           | 60321      | 60173      | 12,47            | 660 (2012)                        | 53                 |
| Lormaison                | 60370      | 60110      | 4,98             | 1 283 (2012)                      | 258                |
| Montherlant              | 60417      | 60790      | 5,18             | 153 (2012)                        | 30                 |
| Monts                    | 60427      | 60119      | 3,67             | 207 (2012)                        | 56                 |
| Neuville-Bosc            | 60452      | 60119      | 8,89             | 533 (2012)                        | 60                 |
| Pouilly                  | 60512      | 60790      | 3,81             | 156 (2012)                        | 41                 |
| Ressons-l'Abbaye         | 60532      | 60790      | 5,43             | 106 (2012)                        | 20                 |
| Saint-Crépin-Ibouvillers | 60P01      | 60149      | 14,43            | 1 284 (2012)                      | 89                 |
| Villeneuve-les-Sablons   | 60678      | 60175      | 4,43             | 1 298 (2012)                      | 293                |

### Composition à partir de 2015
Après le redécoupage de 2014, le canton de Méru comprenait seize communes.
À la suite de la fusion au 1er janvier 2016 d'Anserville et de Fosseuse avec Bornel pour former une commune nouvelle, le canton comprend désormais 14 communes.
| Nom                          | Code Insee | Intercommunalité | Superficie (km2) | Population (dernière pop. légale) | Densité (hab./km2) | Modifier                                    |
| ---------------------------- | ---------- | ---------------- | ---------------- | --------------------------------- | ------------------ | ------------------------------------------- |
| Méru (bureau centralisateur) | 60395      | CC des Sablons   | 22,83            | 14 091 (2022)                     | 617                | modifier les données · modifier les données |
| Amblainville                 | 60010      | CC des Sablons   | 20,98            | 1 786 (2022)                      | 85                 | modifier les données · modifier les données |
| Andeville                    | 60012      | CC des Sablons   | 4,17             | 3 429 (2022)                      | 822                | modifier les données · modifier les données |
| Belle-Église                 | 60060      | CC Thelloise     | 7,83             | 725 (2022)                        | 93                 | modifier les données · modifier les données |
| Bornel                       | 60088      | CC des Sablons   | 23,73            | 4 796 (2022)                      | 202                | modifier les données · modifier les données |
| Chambly                      | 60139      | CC Thelloise     | 12,87            | 9 909 (2022)                      | 770                | modifier les données · modifier les données |
| Dieudonné                    | 60197      | CC Thelloise     | 10,38            | 973 (2022)                        | 94                 | modifier les données · modifier les données |
| Ercuis                       | 60212      | CC Thelloise     | 4,38             | 1 626 (2022)                      | 371                | modifier les données · modifier les données |
| Esches                       | 60218      | CC des Sablons   | 7,69             | 1 654 (2022)                      | 215                | modifier les données · modifier les données |
| Fresnoy-en-Thelle            | 60259      | CC Thelloise     | 6,28             | 874 (2022)                        | 139                | modifier les données · modifier les données |
| Lormaison                    | 60370      | CC des Sablons   | 4,98             | 1 282 (2022)                      | 257                | modifier les données · modifier les données |
| Neuilly-en-Thelle            | 60450      | CC Thelloise     | 15,73            | 4 132 (2022)                      | 263                | modifier les données · modifier les données |
| Puiseux-le-Hauberger         | 60517      | CC Thelloise     | 5,36             | 859 (2022)                        | 160                | modifier les données · modifier les données |
| Villeneuve-les-Sablons       | 60678      | CC des Sablons   | 4,43             | 1 188 (2022)                      | 268                | modifier les données · modifier les données |
| Canton de Méru               | 6012       |                  | 151,64           | 47 324 (2022)                     | 312                | modifier les données                        |

## Démographie

### Démographie avant 2015
| 1962   | 1968   | 1975   | 1982   | 1990   | 1999   | 2006   | 2011   | 2012   |
| ------ | ------ | ------ | ------ | ------ | ------ | ------ | ------ | ------ |
| 14 341 | 15 895 | 18 572 | 24 010 | 26 946 | 29 988 | 30 946 | 32 146 | 32 555 |

### Démographie depuis 2015
En 2022, le canton comptait 47 324 habitants, en évolution de +1,07 % par rapport à 2016 (Oise : +0,87 %, France hors Mayotte : +2,11 %).
| 2013   | 2018   | 2022   |
| ------ | ------ | ------ |
| 45 239 | 47 344 | 47 324 |